# Christophe Deschamps
 (décembre 2016).
Si vous disposez d'ouvrages ou d'articles de référence ou si vous connaissez des sites web de qualité traitant du thème abordé ici, merci de compléter l'article en donnant les références utiles à sa vérifiabilité et en les liant à la section « Notes et références ».
Christophe Deschamps né à Rouen en France, est un musicien français.

## Biographie
Bercé très tôt dans l'univers de la musique, il débute la batterie à l'âge de huit ans. Après quelques années au Conservatoire de Rouen, il forme son premier groupe Aventure. Il intègre ensuite l'école de batterie que Kenny Clarke et Dante Agostini ont créée à Paris et dans laquelle il est formé selon la « méthode Agostini ». 
Il arrive à Paris à l'âge de dix-sept ans. Il fait alors essentiellement des sessions de studio pour la publicité, dans beaucoup de styles musicaux différents. Très doué, et bercé dans la musique depuis l'enfance, il commence à jouer en studio avec Bill Deraime. Sylvie Vartan, puis Eddy Mitchell lui font faire ses premières tournées. Cette période marque son entrée dans le microcosme musical parisien. Jouant dans divers groupes, les rencontres avec les musiciens se multiplient[réf. nécessaire]. Sa rencontre avec Jeff Porcaro le pousse à partir aux États-Unis[réf. nécessaire] où il s'inscrit dans une école de batterie P.I.T à Hollywood, réputée[réf. nécessaire], pendant une année.
De retour en France, il commence à enchaîner les tournées avec Véronique Sanson, Alain Souchon, Patricia Kaas, Patrick Bruel, Laurent Voulzy et France Gall. S'ensuit une tournée avec Jean-Jacques Goldman, collaboration qui s'étend de 1982 à la dernière tournée de Goldman en 2002.[réf. nécessaire]
En 1987, il enregistre un premier single à son nom Juste une fois, sans toutefois connaître le succès, il participe à La Nouvelle Affiche, présentée alors par Julien Lepers sur France 3.[réf. nécessaire]
Le 14 juillet 1990 il est le percussionniste du plus grand concert ayant eu lieu en France à ce jour[réf. nécessaire] (à l'époque record du monde) avec Jean-Michel Jarre à Paris-La Défense. 
En 1991, il sort un disque en tant que chanteur chez EMI, Connivences, qu'il compose entièrement. Il s'entoure de plusieurs artistes musiciens et chanteurs. On retrouve notamment Jean-Jacques Goldman, Francis Cabrel, Alain Souchon, Laurent Voulzy et Debbie Davis.[réf. nécessaire]
Il a d'ailleurs un rôle majeur dans le clip de la chanson "Elle attend" de Jean-Jacques Goldman.[réf. nécessaire]
En 2017, il participe à la tournée des Vieilles Canailles avec Johnny Hallyday, Eddy Mitchell et Jacques Dutronc.

## Collaborations

### Artistes
- Phil Barney, Mario Barravecchia, Axel Bauer, Benjamin Biolay, Gérard Blanc, Isabelle Boulay, Marilou Bourdon, Patrick Bruel, Philippe Bruguière
- Calogero des Charts, Jean-Patrick Capdevielle, Isabelle Caux, Jonatan Cerrada, Philippe Chatel, Joe Cocker, les Coquines
- Jean-Yves D'Angelo, Michel Delpech, Graziella De Michèle, Bill Deraime, Céline Dion, Thibault Durand, Jacques Dutronc
- Erwann, Steeve Estatof
- Caroll Fantony, Lauren Faure, Forever Young, Fredericks Goldman Jones, Michel Fugain
- France Gall, Gino & Gina, Jean-Jacques Goldman
- Carine Haddadou, Johnny Hallyday, Thierry Hazard
- Jean-Michel Jarre, Jenifer, Michel Jonasz, Michael Jones
- Patricia Kaas, Khaled, Kyo
- Lââm, Pauline Lafont, Franck Langolff, Philippe Lavil, Marc Lavoine, Maxime Le Forestier, Grégory Lemarchal, Herbert Léonard, Frédéric Lerner, Nolwenn Leroy, Ismaël Lo
- Jeanne Mas, Isabelle Mayereau, Valérie Mega, Jean-Jacques Milteau, Eddy Mitchell
- Pascal Obispo
- Florent Pagny, Paul Personne, Claudia Phillips, Jerome Pichon
- Axelle Renoir, Dick Rivers
- Natasha Saint-Pier, Véronique Sanson, Hélène Ségara, Emma Shapplin, Sheila Shirel, Ducky Smokton, Alain Souchon, Stanislas
- Diane Tell
- Sylvie Vartan
- Laurent Voulzy
- Anne Warin

### Comédies Musicales
- Les 10 commandements.[réf. nécessaire]

### Divers
- Ensemble Contre le Sida
- Les Enfoirés à l'Opéra Comique
- Love United 2002, Noël Ensemble, Nouvelle Star, Sampan (Dernier matin d'Asie), Solidays, Star Academy 2003, Urgence.
- Il participe à l'anniversaire des 30 ans de Taratata le 03 novembre 2023 sur France 2, enregistré à Paris La Défense Arena.